# De Arend (Wouw)
De Arend is een korenmolen aan de Akkerstraat 11 te Wouw, in de Nederlandse provincie Noord-Brabant. De beltmolen is in 1811 gebouwd in opdracht van Jacobus Aerden, die de kans aangreep om kort na de afschaffing van de molendwang in de Franse tijd, een molen te beginnen. In 1824 brandde De Arend af, maar de molen werd een jaar later herbouwd. Ondertussen had Jacobus Aerden sinds 1823 ook de molen in Essen-Hoek in zijn bezit. De molen in Wouw bleef tot 1914 eigendom van de familie Aerden. In dat jaar werd de Arend verkocht aan Jacobus Potters, wiens familie de molen nog steeds in bezit heeft.
In de molen bevinden zich twee koppels stenen. De binnenroede is voorzien van remkleppen volgens het systeem Fauel, de buitenroede is Oudhollands opgehekt. Van 1937 tot 1964 heeft de buitenroede het van Riet-systeem gehad. De Arend is voorzien van een ijzeren hoepelvang. In eind 2012 is de binnenroede gestreken, nagekeken, en weer opnieuw gestoken en opgehekt. Na een uitgebreide restauratie die 5,5 jaar heeft geduurd is de molen op 1 juli 2017 opnieuw in bedrijf gesteld.
De molen heeft één koppel 17der (150 cm doorsnede) blauwe en één koppel 17der kunststenen. Verder zit er in de molen een Jacobsladder en een sleepluiwerk voor het graantransport. Voor het zeven van het meel tot bloem is er een klopbuil aanwezig.

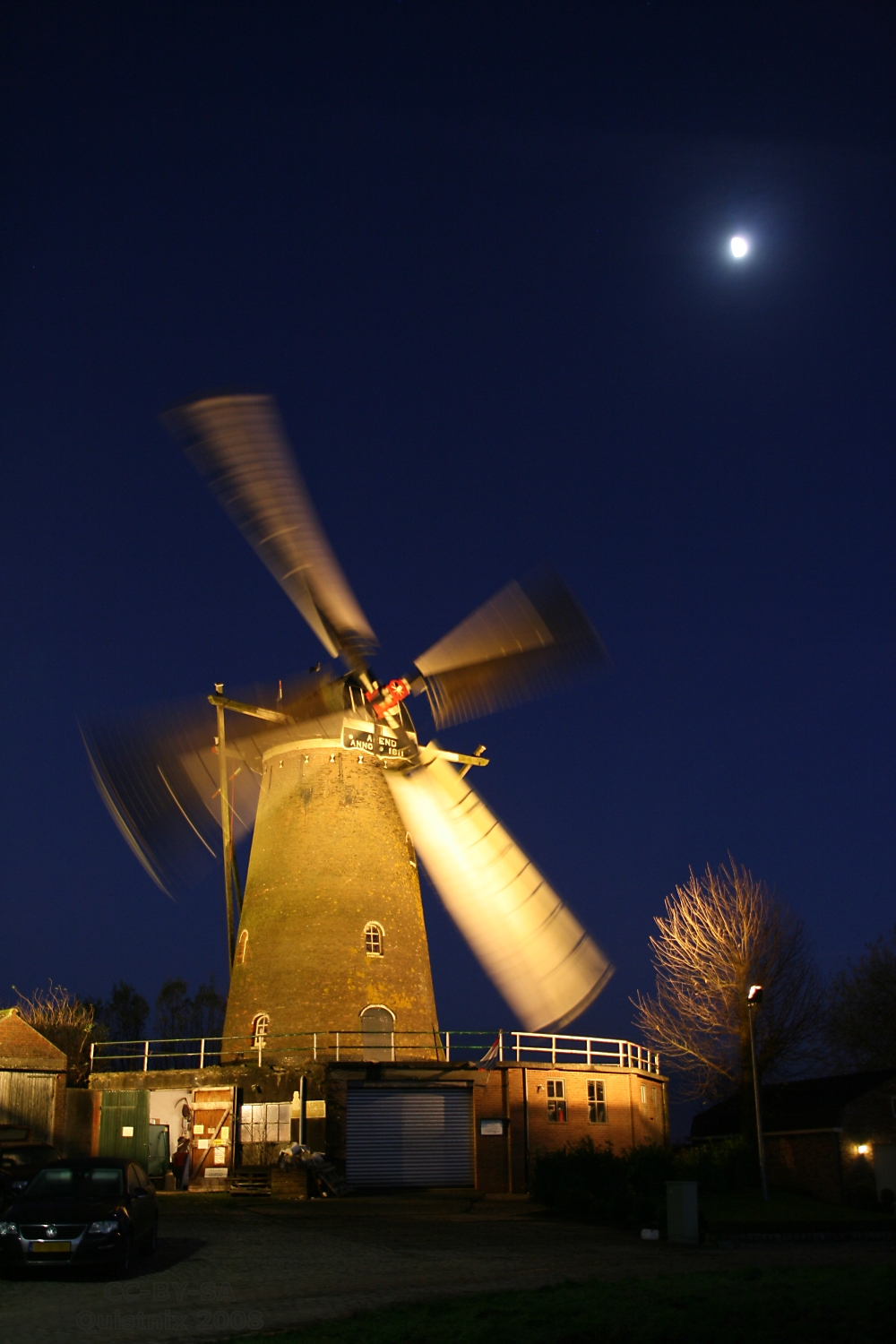
De molen 's avonds, draaiende